# Великий канон
Вели́кий кано́н (греч. μέγας κανών) — православное гимнографическое произведение, написанное Андреем Критским. Текст канона находится в Триоди постной и состоит из 250 тропарей (строф) и считается самым длинным каноном из существующих.

## Происхождение
Синаксарь связывает составление Великого канона с житием преподобной Марии Египетской. Исследователь Постной Триоди Иван Карабинов считает, что Великий канон автобиографичен и не приурочен ни к Великому посту, ни к какому-либо празднику — это личный покаянный плач состарившегося человека, который желает успеть покаяться, пока есть время. Наличие «Блаженн» с тропарями Карабинов связывает не с праздничным назначением, а с тем, что «в богослужебной практике они связывались с каноном и по своему духу подходили к его покаянному канону». Вероятно, преподобный Андрей не готовил Канон для общецерковного употребления.
Впервые богослужебное употребление Великого канона зафиксировано в памятниках студийской традиции, в Ипотипосисе и других. Сам канон появился уже в древнейших дошедших до нас Постных триодях (X—XI века). По этим источникам, его пение было предписано на пятой седмице Великого поста, но день седмицы изменяется.

## Структура великого канона
Великий покаянный канон — один из наиболее ранних полных канонов, поэтому его отличают некоторые особенности: он представляет собой собрание припевов, или тропарей, к библейским песням. Ирмосы представляют собой стихи из библейских песней, редко дополненные песнописцем. Великий канон содержит девять песней, это один из немногих канонов, сохранивших в наше время вторую песнь.
Почти в каждой песне канона можно выделить две части: первая — беседа со своей душой о своих грехах и средствах их исправления; вторая — молитвенный вопль к Богу о помиловании. Для обзора своих грехов он рассматривает Библейскую историю: в первых восьми песнях преимущественно Ветхий Завет, а Новый Завет в 1—7-й песнях эпизодически, преимущественно в конце восьмой и в девятой, указывая на примеры грехов и грешников в укоризну своей душе за подражание им и приводя праведников как положительные примеры для подражания. Святой видит себя глубоко грешным человеком, превзошедшим прочих во грехе.
Согласно Уставу, на каждый тропарь канона положено совершать по три земных поклона.
Служба очень продолжительна и особенно величественно проходит у старообрядцев, которые во время семичасового непрерывного богослужения совершают около тысячи земных поклонов, поскольку старообрядцами на практике выполняются уставные указания о земных поклонах во время богослужения.

## Богослужебное использование
Согласно Иерусалимскому Типикону, используемому в настоящее время в Русской церкви, Великий канон читается только во время Великого поста:
- На Великом повечерии понедельника, вторника, среды и четверга первой седмицы Великого поста он поётся и читается по частям. Великое повечерие с чтением канона Андрея Критского именуется в просторечии ефимо́н (или мефимо́н, др.-греч. μεθ' ήμών — «с нами»). Такое название служба получила потому, что на ней поются на два хора антифонным пением фразы из стихов восьмой и девятой глав Книги пророка Исайи (Ис. 8:8—18, Ис. 9:2—7), к каждой из которых припев: «Я́ко с на́ми Бог!»[8] (др.-греч. Ὅτι μεθ' ἡμῶν ὁ Θεός)[9]. Поскольку на Руси до середины XV века митрополитами были греки и отдельные песнопения исполнялись на древнегреческом, в том числе: «Ки́рие эле́йсон» и «Я́ко с на́ми Бог», то русские люди дали самобытное название данной службе «мефимо́н», или «ефимо́н», которое в дальнейшем закрепилось в народном просторечии.
- На утрене четверга пятой седмицы Великого поста в полном составе[10]. Богослужение утрени четверга пятой седмицы Великого поста получило в народе название Мари́ино, или Ма́рьино стоя́ние из-за чтения за этой службой жития преподобной Марии Египетской, которое разделяется пением Великого канона, к концу каждой песни которого добавляются тропари соответствующей песни канона преподобной Марии (эти тропари добавляются к Покаянному канону также в среду и четверг первой седмицы Великого поста). Эти тропари, а также тропари самому Андрею Критскому появились как добавление к Великому канону в отдельных рукописях после XI века[3].

К канону примыкают два ряда песнопений: 16 тропарей «Блаженн», составленных вместе с каноном, и 24 алфавитные стихиры — имеющие алфавитный акростих, ныне поющиеся на «Господи, воззвах…».

## Богословское осмысление
На Великий канон в разное время составили комментарии:
- преподобный Акакий Савваит — после 1204 года[3]
- анонимный автор — XIV век или ранее[3]
- епископ Виссарион (Нечаев) — третье издание в 1897 году[12]
- игумен Филипп (Симонов) — 2008 год[13]